# Tornanádaska
Tornanádaska é um município da Hungria, situado no condado de Borsod-Abaúj-Zemplén. Tem 7,83 km² de área e sua população em 2015 foi estimada em 758 habitantes.